# Гаврил Личев
Гаврил Атанасов Личев е български офицер, генерал-майор, началник на оперативната секция на 1-ва армия и командир на 58-и пехотен гюмюрджински полк през Първата световна война (1915 – 1918).

## Биография
Гаврил Личев е роден на 25 декември 1875 г. в Копривщица. Завършва гимназия в Пловдив, след което Военното училище в София (1899) и Висшето военно училище в Сен-Сир (Академията на ГЩ), Париж, Франция (1906 – 1910). През 1912 г. е на служба в Министерството на войната. Взема участие в Балканските войни 1912 – 1913 и в Първата световна война 1914 – 1918. През Първата световна война командва 58-и пехотен резервен полк. Член на БЗНС от 1918 г.
През септември 1920 година Гаврил Личев е назначен за началник на Военната канцелария, което става повод за публичен протест на офицери от Военния съюз. Тази демонстрация предизвиква остра реакция от правителството и военното командване, които се опитват да ликвидират дейността на Военния съюз и много негови ръководители са уволнени от армията или отстранени от ключовите си постове. Личев е назначен за началник на Софийския гарнизон и на Първа военна област.
След държавния преврат на 9 юни 1923 е арестуван за кратко време. След освобождаването му се обявява в подкрепа на единодействието между БЗНС и БКП в борбата срещу превратаджиите. След априлския атентат 1925 е заловен и убит заедно с ген. Никола Топалджиков в местността „Дервена“ по шосето Кюстендил Гюешево.
По време на военната си кариера служи в 6-и пехотен полк, Военното училище (1906), 29-и пехотен полк, като адютант на 1-ва военноинспекционна област и в 40-и пехотен полк. По-късно е началник на 1-ва военноинспекционна област, Началник на Канцеларията на Министерство на войната (1919) и началник на столичния гарнизон (1920 – 1923). През 1923 г. е уволнен от служба..
Гаврил Личев е женен за дъщерята на Иван Брожка от която има 3 деца. В родният дом на ген. Гаврил Личев е настанен до 2017 година Общински здравен център „Д-р Рашко Хаджистойчев“ – град Копривщица.

## Военни звания
- Подпоручик (1899)
- Поручик (1903)
- Капитан (31 декември 1906)
- Майор (18 май 1913)
- Подполковник (30 май 1916 )
- Полковник (30 май 1918)
- Генерал-майор (9 юни 1923)